# Neungpo-dong
Neungpo-dong (koreanska: 능포동) är en stadsdel i staden Geoje i provinsen Södra Gyeongsang, i den södra delen av Sydkorea,
300 km sydost om huvudstaden Seoul. Neungpo-dong ligger på östra delen av ön Geojedo. 